# Lamponicta
Lamponicta is een monotypisch geslacht van spinnen uit de  familie van de Lamponidae.

## Soort
- Lamponicta cobon Platnick, 2000